# Кердери
Кердери (каз. кердері) — казахский род, являющийся одним из семи подразделений племени Жетыру в составе Младшего жуза.

## История
Этноним восходит к кидаритам, проживавшим в Кердере — местности в области Хорезма. Кидариты были частью племенного объединения хунну и, возможно, происходили от скифов. В V веке кидариты обладали собственной государственностью и от них же, по видимому, происходит родственный казахским кедери род каракалпакских кедери. Возможно, что кидариты поучаствовали в этногенезе хазар.
По другой версии от кидаритов либо эфталитов произошло каракалпакское племя муйтен, и уже из его родов произошли казахские рода телеу и кердери и каракалпакские кедери.
Аральское море в X веке называлось Кердерийским. Боевой клич — Кожахмет.

## География расселения
Представители рода проживают на территории Актюбинской и Западно-Казахстанской областей (бывший Уральский уезд), в России.
С родом связывают городище Янгикент.

## Численность
До революции 1917 года численность рода составляла до 20 тысяч человек.

## Подразделения
Род делится на подроды Сатым, Кутсуйек, Котермен, Култай, Жабагы, Смайыл, Беримбет, Жанбас, Каркабай, тентек Асан,Тенизек, Тилес (Телес).